# 18 de dezembro
18 de dezembro é o 352.º dia do ano no calendário gregoriano (353.º em anos bissextos). Faltam 13 dias para acabar o ano.

## Eventos históricos

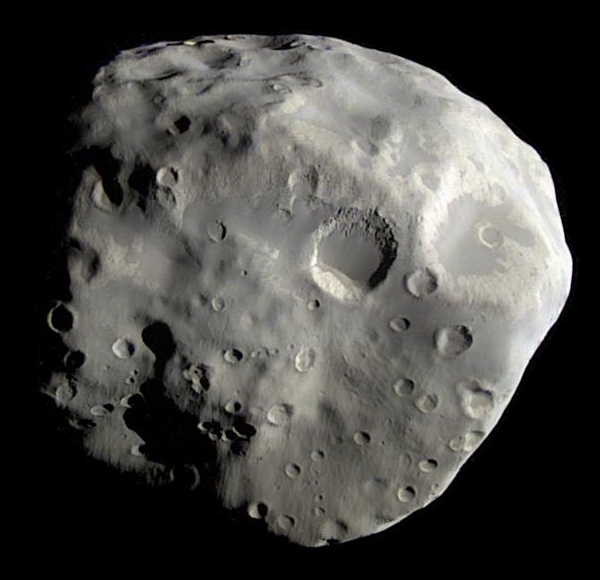
1966: A lua de Saturno Epimeteu

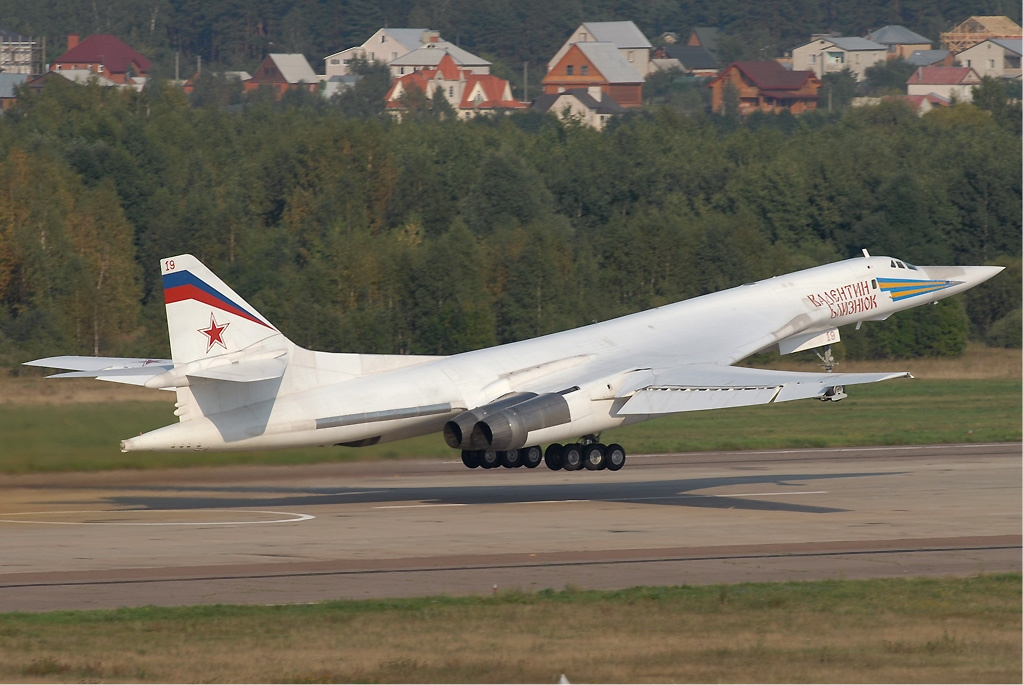
1981: Primeiro voo do Tu-160

- 218 a.C. — Segunda Guerra Púnica: Batalha do Trébia: vitória de Cartago, sob o comando de Aníbal sobre a República Romana.
- 1118 — A cidade de Saragoça é conquistada pelo rei Afonso I de Aragão aos almorávidas.[1]
- 1271 — Kublai Khan renomeia seu império "Yuan" (元 yuán), oficialmente marcando o início da dinastia Yuan da Mongólia e da China.
- 1499 — Uma rebelião irrompe em Alpujarras em resposta às conversões forçadas de muçulmanos na Espanha.
- 1622 — As forças portuguesas obtêm uma vitória militar sobre o Reino do Kongo na Batalha de Bumbi, na atual Angola.
- 1655 — A Conferência de Whitehall termina com a determinação de que não havia lei impedindo os judeus de reentrar na Inglaterra após o Édito de Expulsão de 1290.[2]
- 1777 — Os Estados Unidos celebram seu primeiro Dia de Ação de Graças, marcando a recente vitória dos rebeldes americanos sobre o general britânico John Burgoyne na Batalha de Saratoga em outubro.
- 1833 — O hino nacional do Império Russo, "Deus Salve o Tsar", é executado pela primeira vez.
- 1865 — O secretário de Estado dos Estados Unidos, William Seward, proclama a adoção da Décima Terceira Emenda, proibindo a escravidão nos Estados Unidos.
- 1867 — Um terremoto de magnitude 7,0 atinge a costa de Taiwan, provocando um tsunami e matando pelo menos 580 pessoas.[3]
- 1870 — Fim do Primeiro Concílio do Vaticano.
- 1878 — A família Al-Thani torna-se governante do estado do Catar.
- 1892 — Estreia de O Quebra-Nozes de Pyotr Ilyich Tchaikovsky em São Petersburgo, Rússia.
- 1898 — Gaston de Chasseloup-Laubat estabelece o primeiro recorde de velocidade terrestre oficialmente reconhecido de 63,159 km/h em um carro elétrico Jeantaud.
- 1916 — Primeira Guerra Mundial: a Batalha de Verdun termina quando as forças alemãs sob o comando do chefe de gabinete Erich von Falkenhayn são derrotadas pelos franceses e sofrem 337 000 baixas.
- 1923 — É nomeado em Portugal o 39.º governo republicano, chefiado pelo presidente do Ministério Álvaro de Castro.
- 1925 — É nomeado em Portugal o 45.º governo republicano, o último da Primeira República, chefiado pelo presidente do Ministério António Maria da Silva.
- 1939 — Segunda Guerra Mundial: ocorre a Batalha da Angra da Heligolândia, a primeira grande batalha aérea da guerra.
- 1941 — Os Aliados invadem Timor.
- 1944
  - Segunda Guerra Mundial: o Vigésimo Comando de Bombardeiros das Forças Aéreas do Exército dos Estados Unidos responde à ofensiva japonesa da Operação Ichi-Go lançando quinhentas toneladas de bombas incendiárias em uma base de abastecimento em Hankow, China.
  - A Suprema Corte dos Estados Unidos emitiu sua decisão em Korematsu v. United States apoiando a Ordem Executiva 9066 de Franklin D. Roosevelt, que abriu caminho para o encarceramento de quase todos os 120 000 nipo-americanos, dois terços dos quais eram cidadãos americanos, nascidos e criados nos Estados Unidos.[4]
- 1945 — A República Oriental do Uruguai é admitido como Estado-Membro da ONU.
- 1956 — O Japão é admitido como Estado-Membro da ONU.
- 1958 — Lançamento do Projeto SCORE, o primeiro satélite de comunicação do mundo.
- 1960 — Criação das hoje Universidade Federal Fluminense (UFF), Universidade Federal de Santa Catarina (UFSC) e Universidade Federal do Rio Grande do Norte (UFRN).
- 1961 — O distrito português de Damão é invadido e ocupado pelas tropas da Índia.
- 1966 — Epimeteu, a lua de Saturno, é descoberta pelo astrônomo Richard Walker.
- 1972 — Guerra do Vietnã: o presidente Richard Nixon anuncia que os Estados Unidos envolverão o Vietnã do Norte na Operação Linebacker II, uma série de bombardeios de Natal, depois que as negociações de paz entraram em colapso com o Vietnã do Norte no dia 13.
- 1973 — Programa Soyuz: Soyuz 13, tripulado pelos cosmonautas Valentin Lebedev e Pyotr Klimuk, é lançado de Baikonur na União Soviética.
- 1977
  - O voo United Airlines 2860 cai perto de Kaysville, Utah, matando todos os três tripulantes a bordo.
  - O voo da SA de Transport Aérien 730 cai perto do Aeroporto da Madeira, Madeira, matando 36 pessoas.
- 1978 — Dominica é admitida como Estado-Membro da ONU.
- 1981 — Primeiro voo do bombardeiro estratégico russo Tu-160, o maior avião de combate do mundo, o maior avião supersônico e o maior avião de geometria variável já construído.
- 1995 — Um Lockheed L-188 Electra cai em Jamba, Cuando Cubango, Angola, matando 141 pessoas.[5]
- 1999 — A NASA lança em órbita a plataforma Terra, transportando cinco instrumentos de Observação da Terra, incluindo ASTER, CERES, MISR, MODIS e MOPITT.
- 2005 — O São Paulo derrota Liverpool na final do Mundial de Clubes da FIFA e se torna tricampeão mundial.
- 2006
  - Emirados Árabes Unidos realizam suas primeiras eleições.
  - A primeira de uma série de inundações atinge a Malásia. O número de mortos em todas as inundações é de pelo menos 118, com mais de 400 000 pessoas deslocadas.
- 2007 — Sandy e Junior realizam seu último show enquanto dupla, com o encerramento da turnê de despedida "Acústico MTV".
- 2019 — A Câmara dos Representantes dos Estados Unidos apresenta o impeachment de Donald Trump pela primeira vez.
- 2022 — A Argentina derrota França na final da Copa do Mundo FIFA e torna-se tricampeã mundial.
- 2023 — Um terremoto de magnitude de 5,9–6,2 na província de Gansu, China, resulta na morte de pelo menos 130 pessoas.

## Nascimentos

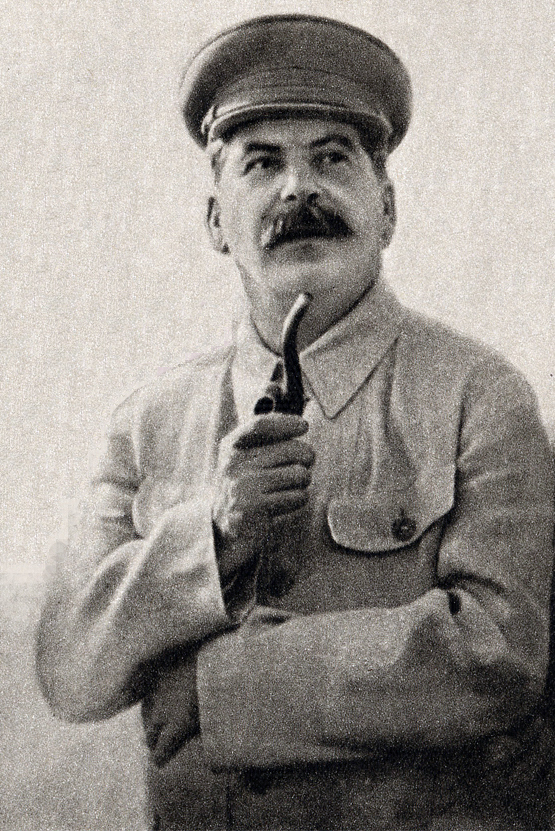
Josef Stalin

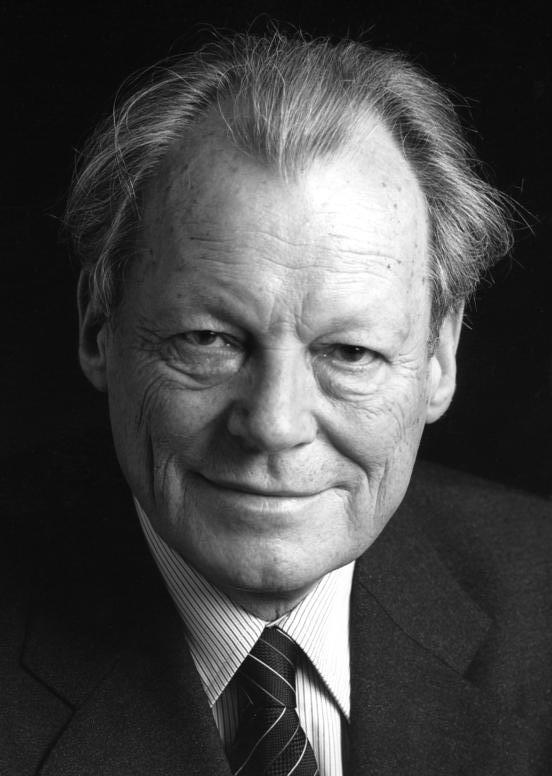
Willy Brandt

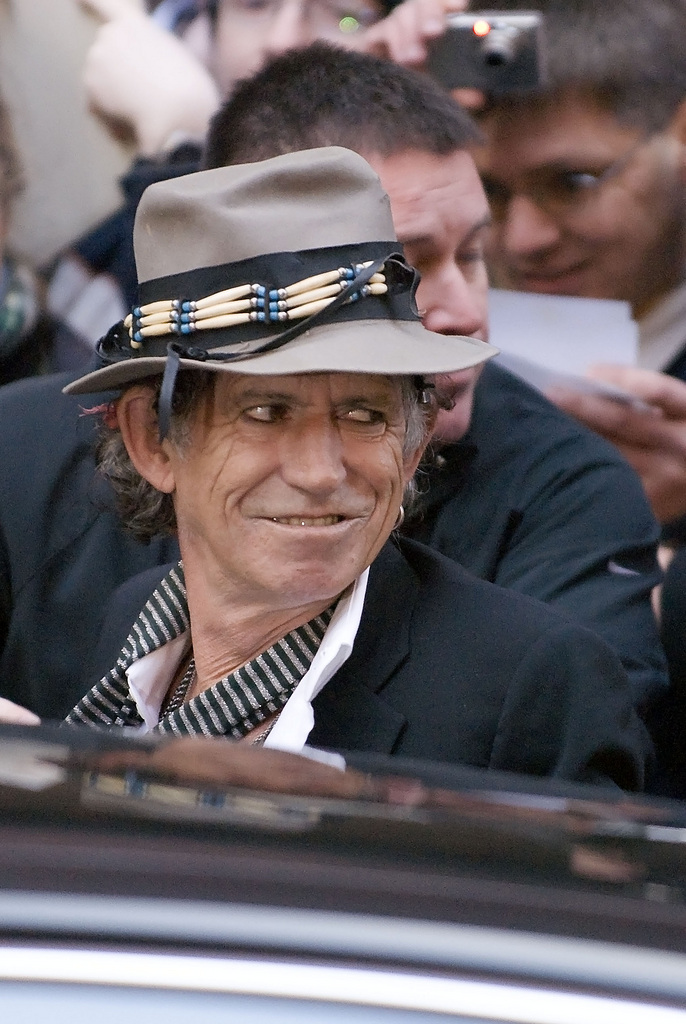
Keith Richards

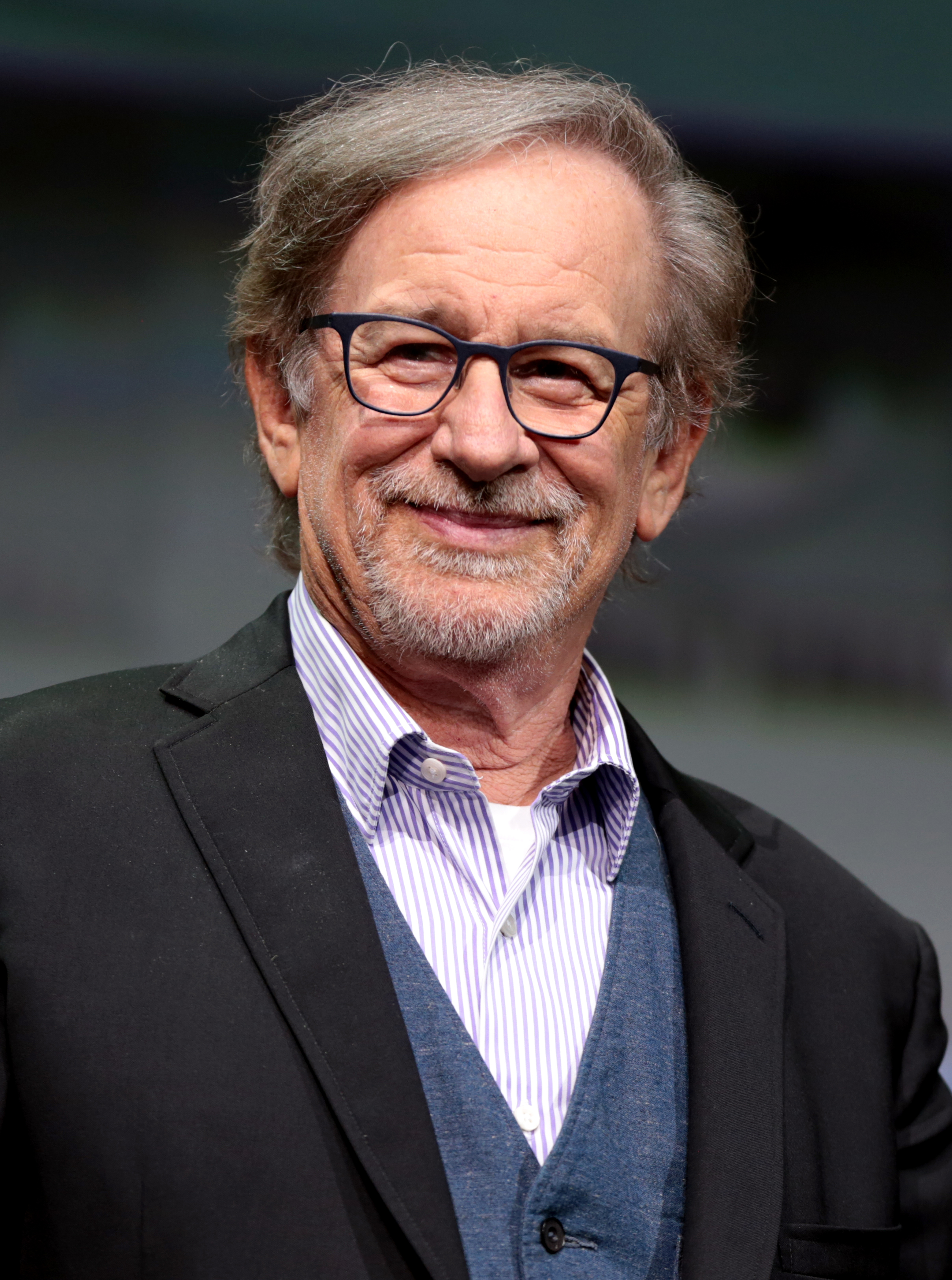
Steven Spielberg

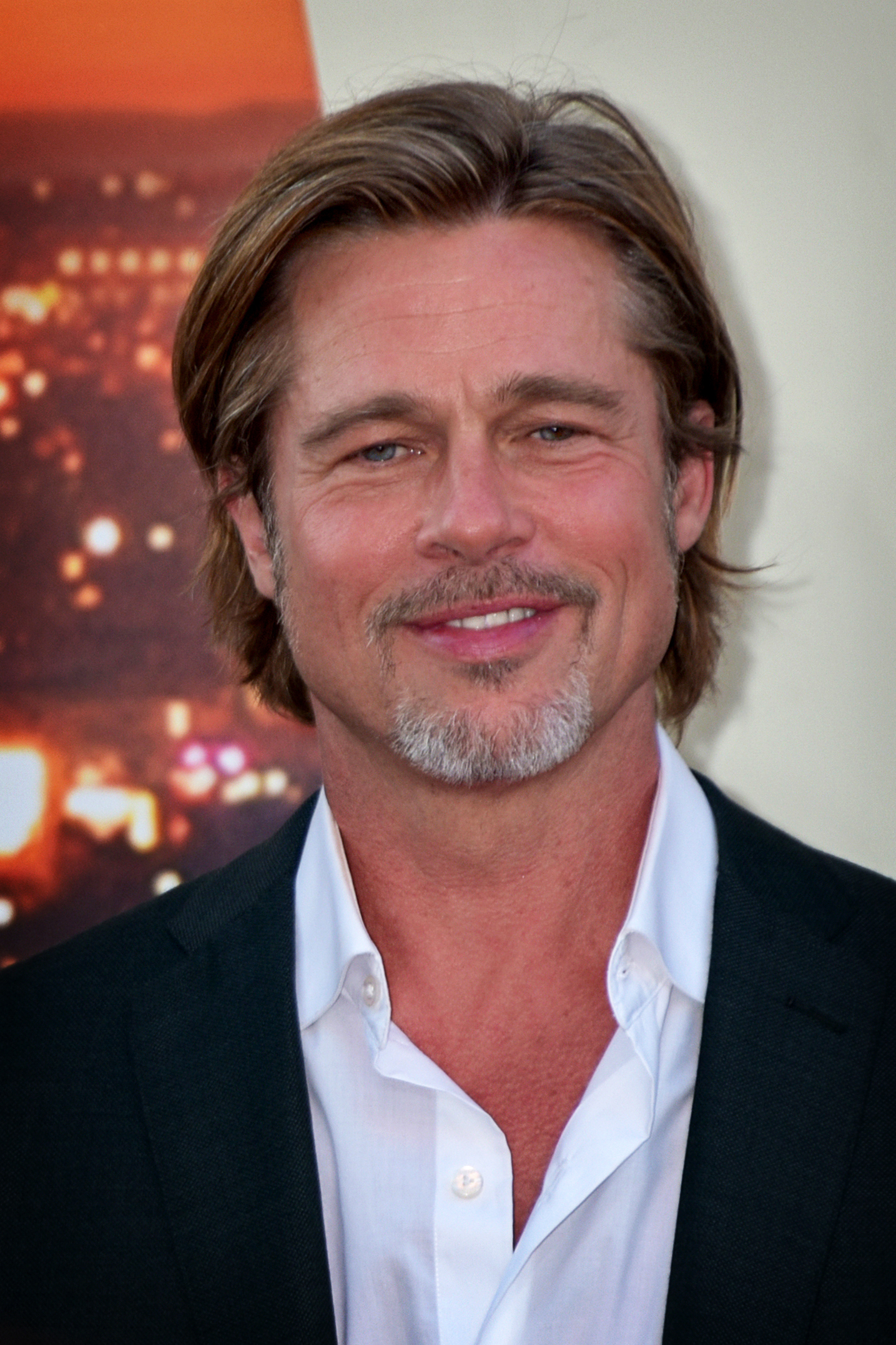
Brad Pitt

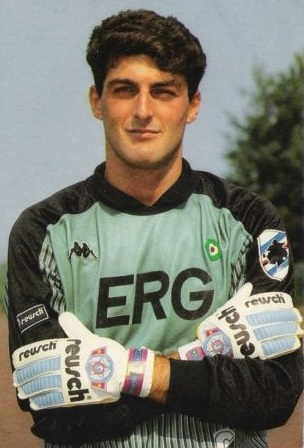
Gianluca Pagliuca

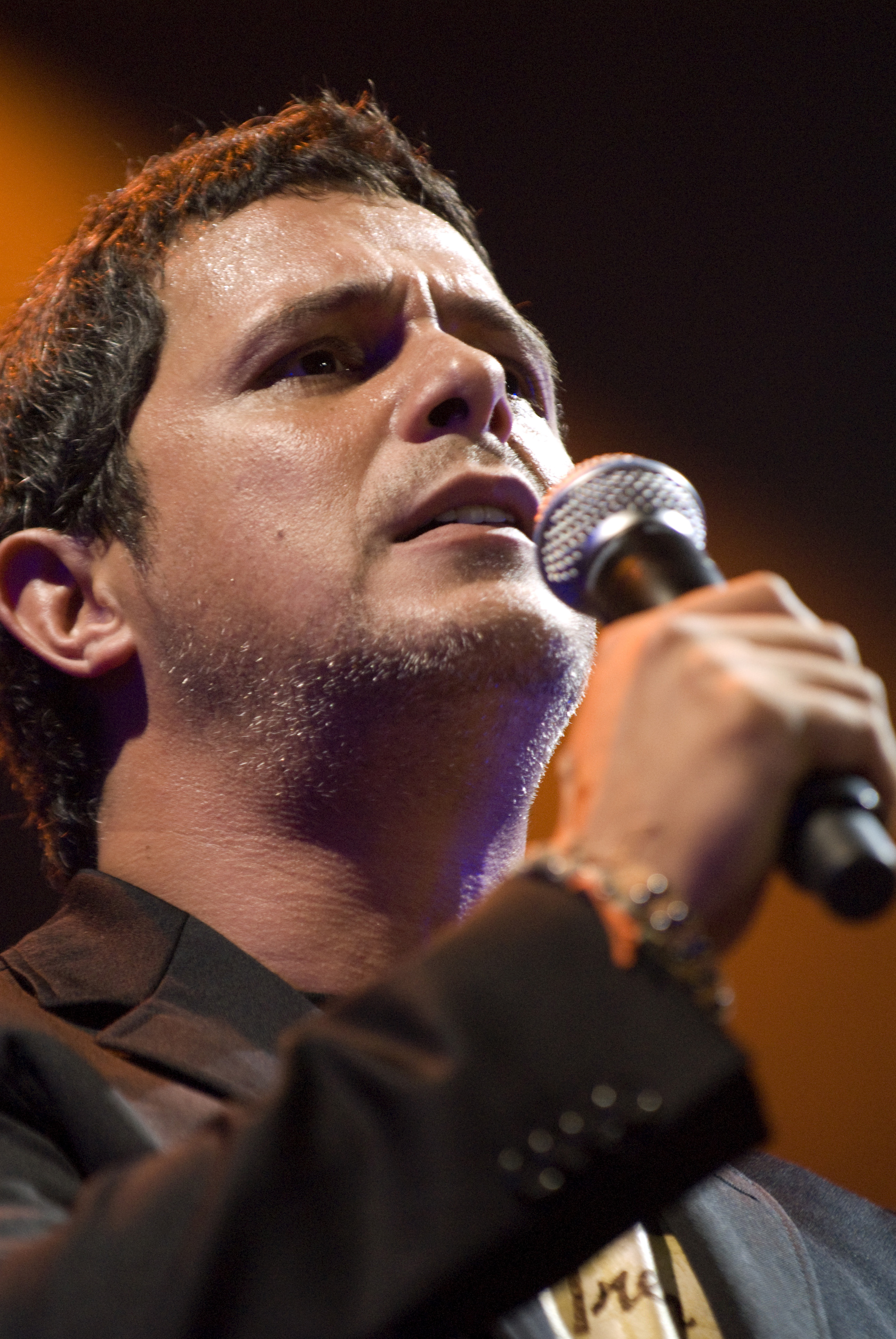
Alejandro Sanz

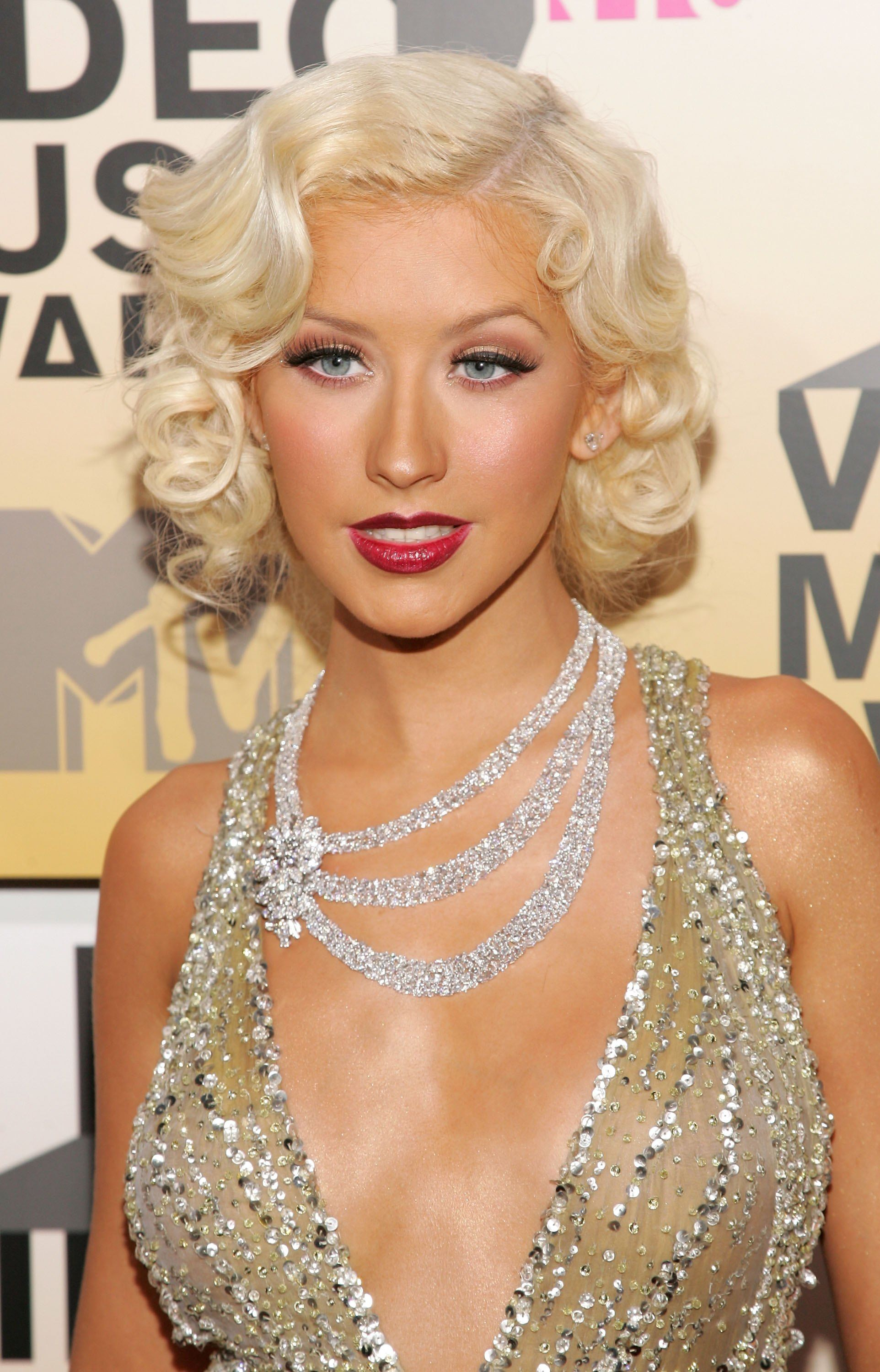
Christina Aguilera

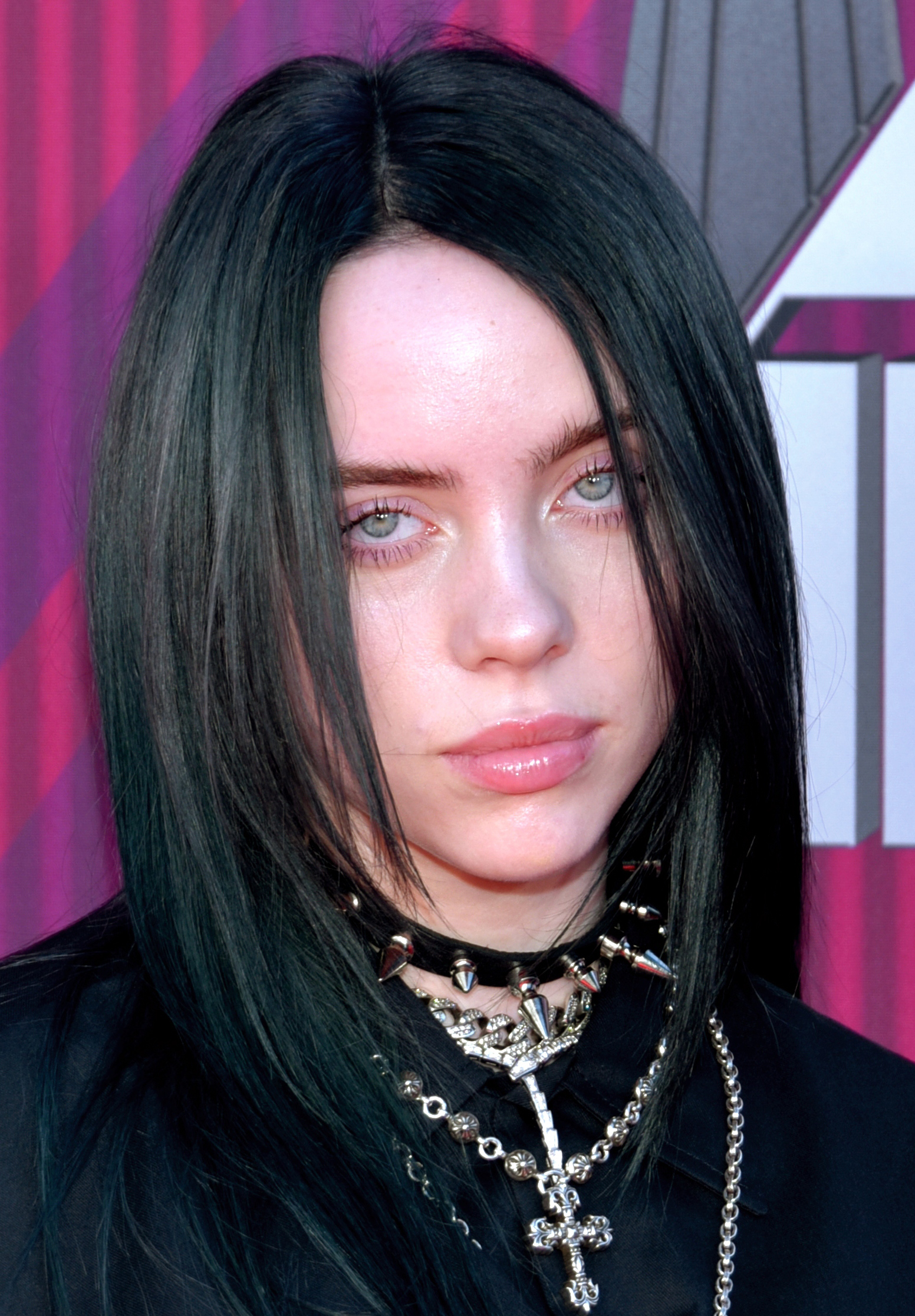
Billie Eilish

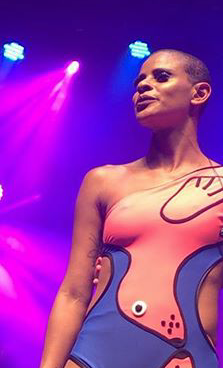
Aline Wirley

### Anterior ao século XIX
- 1406 — Richard Olivier de Longueil, cardeal francês (m. 1470).
- 1481 — Sofia de Meclemburgo, duquesa da Saxônia (m. 1503).
- 1610 — Charles du Fresne, filólogo e historiador francês (m. 1688).
- 1626 — Cristina da Suécia, rainha da Suécia (m. 1689).
- 1661 — Christopher Polhem, engenheiro e cientista sueco (m. 1751).
- 1676 — Elizabeth Felton, Condessa de Bristol (m. 1741).
- 1777 — Juan Martín de Pueyrredón, político e militar argentino (m. 1850).

### Século XIX
- 1829 — Guilherme de Baden (m. 1897).
- 1835 — Lyman Abbott, teólogo, editor e escritor norte-americano (m. 1922).
- 1839 — Théodule-Armand Ribot, psicólogo francês (m. 1916).
- 1845
  - Ioannis Fokianos, ginasta e dirigente esportivo grego (m. 1920).
  - Nikola Pašić, político sérvio (m. 1926).
- 1855 — Adolfo Lutz, médico brasileiro (m. 1940).
- 1856 — Joseph John Thomson, físico britânico (m. 1940).
- 1863 — Francisco Fernando da Áustria-Hungria (m. 1914).
- 1868 — Santino Maria da Silva Coutinho, bispo brasileiro (m. 1939).
- 1870 — Saki, escritor britânico (m. 1916).
- 1878 — Josef Stalin, político e revolucionário georgiano (m. 1953).
- 1879 — Paul Klee, pintor suíço (m. 1940)
- 1887
  - Charles Galton Darwin, físico britânico (m. 1962).
  - Algot Lönn, ciclista sueco (m. 1953).
- 1888 — Gladys Cooper, atriz britânica (m. 1971).
- 1890 — Edwin Armstrong, engenheiro eletricista norte-americano (m. 1954).
- 1899 — Peter Wessel Zapffe, escritor e filósofo norueguês (m. 1990).

### Século XX

#### 1901–1950
- 1902 — Moacir Siqueira de Queirós, futebolista brasileiro (m. 1992).
- 1906 — Ferdinand Alquié, escritor e filósofo francês (m. 1985).
- 1907 — Bill Holland, automobilista norte-americano (m. 1984).
- 1908
  - Zé do Norte, compositor brasileiro (m. 1992).
  - Celia Johnson, atriz britânica (m. 1982).
- 1911 — Jules Dassin, cineasta norte-americano (m. 2008).
- 1913
  - Willy Brandt, político alemão (m. 1992).
  - Lynn Bari, atriz norte-americana (m. 1989).
  - Alfred Bester, escritor, editor e roteirista norte-americano (m. 1987).
  - Andre de Dienes, fotógrafo húngaro (m. 1985).
- 1915 — Vintilă Horia, escritor romeno (m. 1992).
- 1916 — Betty Grable, atriz norte-americana (m. 1973).
- 1917 — Aloysio Borges, militar e atleta brasileiro (m. 1996).
- 1920 — Robert Leckie, escritor e jornalista norte-americano (m. 2001).
- 1922 — Ivor Broadis, futebolista e treinador de futebol britânico (m. 2019).
- 1925 — Peggy Cummins, atriz britânica (m. 2017).
- 1926
  - Jock Aird, futebolista britânico (m. 2021).
  - Göta Pettersson, ginasta sueca (m. 1993).
- 1929 — Józef Glemp, cardeal polonês (m. 2013).
- 1930 — Severino Cavalcanti, político brasileiro (m. 2020).
- 1931
  - Eva Bosáková, ginasta tcheca (m. 1991).
  - Allen Klein, empresário e produtor musical norte-americano (m. 2009).
- 1932
  - Jozef Vliers, futebolista e treinador de futebol belga (m. 1994).
  - Roger LaVerne Smith, ator e roteirista norte-americano (m. 2017).
- 1933
  - Allen Joseph Bard, químico norte-americano (m. 2024).
  - Francisco José Cox Huneeus, arcebispo chileno (m. 2020).
- 1934 — Boris Volynov, cosmonauta russo.
- 1937 — Nikola Stipić, ex-futebolista bósnio.
- 1938 — Leina Krespi, atriz brasileira (m. 2009).
- 1939
  - Michael Moorcock, escritor britânico.
  - Harold E. Varmus, médico e cientista estadunidense.
- 1940 — Klaus Wennemann, ator alemão (m. 2000).
- 1941 — Guilherme de Gloucester, príncipe britânico (m. 1972).
- 1943 — Keith Richards, músico, compositor e ator britânico.
- 1945
  - Adão Pretto, agricultor e político brasileiro (m. 2009).
  - Alexandru Dincă, handebolista romeno (m. 2012).
- 1946
  - Steve Biko, ativista sul-africano (m. 1977).
  - Steven Spielberg, diretor de cinema e empresário norte-americano.
  - Kees Schouhamer Immink, engenheiro eletricista e inventor neerlandês.
- 1947
  - Karol Dobiaš, ex-futebolista e treinador de futebol eslovaco.
  - Judith Heumann, ativista norte-americana (m. 2023).
- 1948
  - Adam Musiał, futebolista polonês (m. 2020).
  - Liliane Saint-Pierre, cantora belga.
  - Edmund Kemper, assassino em série norte-americano.
- 1950 — Randy Castillo, músico norte-americano (m. 2002).

#### 1951–2000
- 1951 — R. Edward Freeman, filósofo e professor norte-americano.
- 1952 — Krystyna Janda, atriz polonesa.
- 1953 — David Chipperfield, arquiteto britânico.
- 1954
  - Ray Liotta, ator norte-americano (m. 2022).
  - Cesare Battisti, ativista político e escritor italiano.
- 1955 — Vijay Mallya, empresário e político indiano.
- 1956
  - Dennis Vitolo, ex-automobilista norte-americano.
  - Reinhold Ewald, astronauta e físico alemão.
- 1957 — Nadja Palitot, política brasileira.
- 1959 — Ricardo Silva, treinador de futebol e ex-futebolista brasileiro.
- 1960
  - Yoon Suk-yeol, advogado e político sul-coreano.
  - Da-Wen Sun, engenheiro e acadêmico chinês.
- 1961
  - Brian Orser, ex-patinador artístico e treinador de patinação canadense.
  - Jean-François De Sart, ex-futebolista e treinador de futebol belga.
- 1963
  - Brad Pitt, ator e produtor de cinema norte-americano.
  - Isabelle Duchesnay, ex-patinadora artística francesa.
  - Dácio Campos, ex-tenista brasileiro.
- 1964 — Pierre Nkurunziza, político burundinês (m. 2020).
- 1965
  - Cláudio Kano, mesa-tenista brasileiro (m. 1996).
  - John Moshoeu, futebolista sul-africano (m. 2015).
- 1966
  - Mille Petrozza, cantor e guitarrista alemão.
  - Gianluca Pagliuca, ex-futebolista italiano.
- 1967
  - Márcio Vassallo, escritor e jornalista brasileiro.
  - Darko Milanič, ex-futebolista esloveno.
- 1968
  - Alejandro Sanz, cantor e compositor espanhol.
  - Rachel Griffiths, atriz australiana.
  - Mario Basler, ex-futebolista e treinador de futebol alemão.
  - Marcelo Martelotte, ex-futebolista e treinador de futebol brasileiro.
- 1969 — Santiago Cañizares, ex-futebolista espanhol.
- 1970
  - Victoria Pratt, atriz e modelo canadense.
  - Rob Van Dam, lutador norte-americano.
  - DMX, rapper e ator norte-americano (m. 2021).
  - Gero Camilo, ator, diretor e cantor brasileiro.
- 1971
  - Arantxa Sánchez, ex-tenista espanhola.
  - Rosella Sensi, dirigente esportiva e empresária italiana.
- 1972
  - DJ Lethal, DJ norte-americano.
  - Evgenia Shishkova, patinadora artística russa.
- 1973 — Ilia Averbukh, patinador artístico russo.
- 1974
  - Kari Byron, apresentadora norte-americana.
  - Al-Mu'tasim-Billah al-Gaddafi, militar e político líbio (m. 2011).
- 1975
  - Sia Furler, cantora e compositora australiana.
  - Trish Stratus, ex-lutadora, atriz e modelo norte-americana.
- 1977 — Axwell, DJ e produtor sueco.
- 1978
  - Josh Dallas, ator estadunidense.
  - Murphy Lee, rapper norte-americano.
  - Katie Holmes, atriz norte-americana.
  - Preto, ex-futebolista brasileiro.
- 1979 — Martín Zapata, ex-futebolista colombiano.
- 1980
  - Christina Aguilera, cantora norte-americana.
  - Marian Drăgulescu, ginasta romeno.
  - Juciely Barreto, jogadora de vôlei brasileira.
- 1981 — Aline Wirley, atriz e cantora brasileira.
- 1983 — Alessandro Pier Guidi, automobilista italiano.
- 1984
  - Diogo Douglas, ex-futebolista brasileiro.
  - Giuliano Razzoli, esquiador alpino italiano.
  - Galina Voskoboeva, ex-tenista cazaque.
  - Mariana Brochado, nadadora brasileira.
  - Modou Sougou, ex-futebolista senegalês.
- 1986
  - Marcelo Lomba, futebolista brasileiro.
  - Adenízia da Silva, jogadora de vôlei brasileira.
  - Anderson Aquino, ex-futebolista brasileiro.
  - Henrik Toft Hansen, handebolista dinamarquês.
- 1987
  - Ayaka Iida, cantora japonesa.
  - Miki Ando, patinadora artística japonesa.
  - Ricardo Vilela, ciclista português.
  - Alberto Quintero Medina, futebolista panamenho.
  - Yuki Furukawa, ator japonês.
  - Deiveson Figueiredo, lutador brasileiro de artes marciais mistas.
- 1988
  - Mohamed El-Shenawy, futebolista egípcio.
  - Leocísio Júlio Sami, futebolista guineense.
- 1989
  - Ashley Benson, atriz, modelo e dançarina estado-unidense.
  - Thulani Hlatshwayo, futebolista sul-africano.
  - Edenilson, futebolista brasileiro.
  - Tsimafei Zhukouski, jogador de vôlei bielorrusso.
- 1990 — Hiroko Kuwata, tenista japonesa.
- 1992
  - Bridgit Mendler, atriz e cantora norte-americana.
  - Rudy Barbier, ciclista francês.
  - Allan Ottey, futebolista jamaicano.
- 1993 — Ana Porgras, ex-ginasta romena.
- 1994
  - Vlada Chigireva, atleta de nado sincronizado russa.
  - Natália Kelly, cantora norte-americana.
- 1995 — Barbora Krejčíková, tenista tcheca.
- 1997 — Osniel Melgarejo, jogador de vôlei cubano.
- 1998
  - Lungtok Dawa, futebolista butanês.
  - Paola Egonu, jogadora de vôlei italiana.
  - Axel Zingle, ciclista francês.
- 2000 — Korapat Kirdpan, ator tailandês.

### Século XXI
- 2001 — Billie Eilish, cantora e compositora estadunidense.
- 2002 — Giuliano Simeone, futebolista argentino.

## Mortes

### Anterior ao século XIX
- 0821 — Teodulfo de Orleães, bispo de Orleães (n. 750).
- 1075 — Edite de Wessex, rainha da Inglaterra (n. 1022).
- 1133 — Hildeberto de Lavardin, escritor francês (n. 1055).
- 1290 — Magno III da Suécia (n. 1240).
- 1442 — Pedro Cauchon, bispo francês (n. 1371).
- 1495 — Afonso II de Nápoles (n. 1448).
- 1577 — Ana da Saxónia, princesa de Orange (n. 1544).
- 1737 — Antonio Stradivari, luthier italiano (n. 1648).
- 1799 — Jean-Étienne Montucla, matemático e escritor francês (n. 1725).

### Século XIX
- 1846 — George Hilaro Barlow, governador-geral da Índia britânica (n. 1763).
- 1865 — Francisco Manuel da Silva, compositor brasileiro (n. 1791).
- 1869 — Louis Moreau Gottschalk, pianista e compositor norte-americano (n. 1829).
- 1892 — Richard Owen, biólogo britânico (n. 1804).

### Século XX
- 1903 — Rodrigues Lima, político brasileiro (n. 1845).
- 1971 — Diana Lynn, atriz norte-americana (n. 1926).
- 1994 — Lilia Skala, arquiteta e atriz austríaca-americana (n. 1896).
- 1995 — Konrad Zuse, engenheiro alemão (n. 1910).
- 1997 — Chris Farley, ator e comediante americano (n. 1964).

### Século XXI
- 2001
  - Gilbert Bécaud, cantor, compositor e ator francês (n. 1927).
  - Kira Ivanova, patinadora artística soviética (n. 1963).
- 2006 — Joseph Barbera, cartunista norte-americano (n. 1911).
- 2008
  - Jack Douglas, ator britânico (n. 1927).
  - Majel Barrett-Roddenberry, atriz norte-americana (n. 1932).
  - Robert Jonquet, futebolista e treinador francês (n. 1925).
  - W. Mark Felt, agente especial norte-americano (n. 1913).
- 2009
  - José Bardina, ator venezuelano (n. 1939).
  - Luiz Fabiano, cantor e compositor brasileiro (n. 1942).
- 2011 — Václav Havel, escritor e político tcheco (n. 1936).
- 2013 — João Ribeiro, político brasileiro (n. 1954).
- 2017 — Kim Jong-hyun, cantor, compositor e produtor sul-coreano (n. 1990).
- 2020 — Peter Lamont, diretor e decorador de arte britânico (n. 1929).
- 2024 — Rik Van Looy, ciclista belga (n. 1933).

## Feriados e eventos cíclicos

### Internacional
- Dia Internacional dos Migrantes (UNESCO)

### Lusofonia

#### Brasil
- Dia do Mergulhador
- Dia do Museólogo
- Aniversário do município de Colíder, Mato Grosso
- Aniversário do município de Condado,  Paraíba
- Festa do Vale do Paraíso, Rondônia (padroeira: Nossa Senhora do Paraíso)

#### Portugal
- Festa de Vale do Paraíso, Azambuja (padroeira: Nossa Senhora do Paraíso)

### Cristianismo
- Malaquias
- Modesto de Jerusalém
- Nossa Senhora do Ó

## Outros calendários
- No calendário romano era o 15.º dia (XV) antes das calendas de janeiro.
- No calendário litúrgico tem a letra dominical B para o dia da semana.
- No calendário gregoriano a epacta do dia é iii.